# Lamine Sidimé
Lamine Sidimé (ur. 1944 w Mamou) – gwinejski polityk, sędzia, premier Gwinei w latach 1999-2004. 
Studiował na Uniwersytecie Paryż II, gdzie w 1970 zdobył dyplom z prawa, a rok później z kryminologii. Był wykładowcą w Algierii, a od 1980 na Uniwersytecie w Dakarze, gdzie uzyskał doktorat. Po upadku reżimu Ahmeda Sékou Touré w 1984 powrócił do kraju rodzinnego i pracował na Uniwersytecie w Konakry. Od 1985 jest profesorem prawa prywatnego. W 1990 współtworzył projekt konstytucji, która weszła w życie w 1994. W latach 1991-1992 pozostawał członkiem Tymczasowej Radzie Odnowy Narodowej, działającej jako kolegialna głowa państwa. Od 1992 roku przewodniczył Sądowi Najwyższemu. W wyborach z 8 marca 1999 jego macierzysta Partia Jedności i Postępu (PUP) uzyskała 71 ze 114 miejsc w parlamencie. 8 marca 1999 roku prezydent Lansana Conté powołał go na stanowisko premiera. W wyborach z 30 czerwca 2002, które zbojkotowała opozycja, PUP zdobyło 85 mandatów, a Sidimé utrzymał fotel premiera. Zrezygnował ze stanowiska po pięciu latach urzędowania, po czym 1 sierpnia 2005 powrócił na stanowisko w Sądzie Najwyższym.
Jest żonaty, ma troje dzieci.